# جدا سازی نوکلئیک
جدا سازی نوکلئیک اسیدها یکی از روش‌های بسیار مهم در بسیاری از فرایندهای زیستی و بیوشیمیایی است. اسیدهای موجود در نوکلئیک اسید، دی اکسی ریبو نوکلئیک اسید DNA و ریبو نوکلئیک اسید RNA هستند.

## روش‌های جداسازی
جداسازی نوکلئیک اسید روش‌های متنوعی دارد که با توجه به نمونه این روش‌ها متفاوت است. به برخی از مهم‌ترین و اساسی‌ترین آن‌ها می‌پردازیم.

### روش استخراج DNA با کلروفرم
در این روش نمونه مورد نظر با ترکیب الکل و کلروفرم تجزیه می‌شود پس از تجزیه نمونه DNA به راحتی جدا می‌شود.

### روش سیمپل پرس
در این روش از روش‌هایی مثل ارتعاشات مکانیکی و تغییرات PH و دما استفاده می‌شود و نمونه دارای نوکلئیک اسید که همراه سایر مواد مثل چربی‌ها و پروتئین‌ها و غیره را جدا می‌کند.

### الکتروفوز ژل آگارز
خوبی این روش استفاده آن هم برای DNA و هم برای RNA است. روش آن به این صورت است که نمونه در ژل آگارژ قرار گرفته و با جریان الکتریکی DNA و RNA بر بر اساس اندازه و وزن بار الکتریکی آن‌ها جدا می‌شوند.

### کروماتوگرافی مایع
در این روش معیار جداسازی خواص فیزیکی و شیمیایی نمونه است. در این روش نمونه را از مراحل و ستون‌هایی عبور داده و سپس بر اساس تفاوت‌هایی که در خواص فیزیکی و شیمیایی دارند جدا می‌شوند.
در این روش نمونه حاوی DNA و RNA به عنوان ترکیب پایه درون یک فاز مایع جریان داده می‌شود. فاز حرکتی نیز می‌تواند یک محلول مثل محلول‌های آبی باشد که خواص خاص خود را دارد.
روش کروماتو گرافی مایع بهترین و پرکاربردترین روش است زیرا مبنای آن بر پایه خواص نمونه است.

## کاربردهای جدا سازی نوکلئیک اسید

### تشخیص بیماری‌ها و کمک به پزشکی
در پزشکی جداسازی اسیدهای نوکلئیک با استفاده از فازهای جاذب جامد در تشخیص بیماری‌هایی که ریشه در ژنتیک دارند کمک کرده و باعث جلوگیری بروز و درمان آن می‌شوند. از جمله این بیماری‌ها می‌توان به سرطان، HIV و ام اس می‌توان اشاره کرد.

#### صنعت داروسازی
در صنعت داروسازی، جداسازی با استفاده از کروماتوگرافی مایع و فازهای جامد جاذب در تولید داروهایی بر پایه خواص فیزیکی و شیمیایی استفاده می‌شود.

#### تحقیقات بیولوژیک
با جداسازی DNA و RNA امکان بررسی مربوط به تولید و بیان ژن، تعیین جهت‌گیری و توالی ژنوم را انجام داد.

#### تحقیقات جنایی
نمونه‌ها و یافته‌های موجود محل جرم توسط پلیس می‌تواند باعث تشخیص هویت فرد شده که این نمونه‌ها می‌تواند مو یا بزاق دهان باشد.

## هدف از جداسازی نوکلئیک اسید و کاربردهای آن و ارتباط آن با فیزیک حالت جامد چگونه است؟
مهم‌ترین سؤال پیش آمده این است که هدف از جداسازی نوکلئیک اسید چیست؟
هدف این است که به DNA و RNA رسیده و اطلاعات مورد نظر را استخراج و پردازش کنیم.
جداسازی نوکلئیک اسید و فیزیک حالت جامد ارتباط زیادی دارند و فیزیک حالت جامد به بهبود و اصلاح روش‌های جداسازی کمک زیادی می‌کند.
فازهای حاکم در روش کروماتو گرافی مایع می‌تواند جامد باشد که با خواص اسید نوکلئیک تعامل کامل را دارد.
برای نمونه، ستون‌های موجود در کروماتوگرافی با پوشش سیلیکا، فاز نقطه انتهایی و معکوس در جداسازی اسید نوکلئیک استفاده می‌شود.
در این حالت تعامل بین اسید نوکلئیک و سطح جامد وابسته به خواص فیزیکی و شیمیایی است.
هم چنین در توالی بندی DNA از روش‌هایی مثل سنتز sanger استفاده می‌شود که در آن نوکلئیک اسید جدا شده از راکتور روی پلاک‌هایی قرار گرفته سپس با استفاده از الکتروفوز در این پلاک‌ها، DNA مشخص می‌شود.
به‌طور کلی داریم:
- تشخیص بیماری‌های ژنتیکی: جداسازی DNA و RNA می‌تواند در تشخیص بیماری‌های ژنتیکی مفید باشد. با استفاده از روش‌های جداسازی مانند کروماتوگرافی مایع، الکتروفورز، یا پلیمراز زنجیره‌ای (PCR)، می‌توان DNA و RNA مرتبط با بیماری‌های ژنتیکی را جدا کرده و سپس تشخیص و تحلیل آن‌ها را انجام داد.
- تحلیل     ژنتیکی: جداسازی اسیدهای نوکلئیک از نمونه‌های بیولوژیکی، مانند خون، بافت، سلول‌ها و مایعات بدنی، در تحلیل ژنتیکی بسیار مهم است. با جداسازی DNA و RNA، می‌توان توالی آن‌ها را تعیین کرده، تغییرات ژنتیکی را بررسی و بررسی‌های مربوط به بیان ژنی و ساختار ژنومیک را انجام داد.
- تحقیقات بیولوژیکی: جداسازی اسیدهای نوکلئیک می‌تواند در تحقیقات بیولوژیکی گوناگون به کار گرفته شود. با جداسازی DNA و RNA، می‌توان بررسی‌های مربوط به تولید و بیان ژنی، تعیین جهت‌گیری و توالی ژنوم، بررسی تغییرات ژنتیکی و توالی‌بندی ژنتیکی را انجام داد.
- تولید داروهای مبتنی بر ژنتیک: جداسازی DNA و RNA از منابع مختلف، می‌تواند در تولید داروهای مبتنی بر ژنتیک مفید باشد. با جداسازی DNA و RNA، می‌توان ژن‌های مورد نیاز را تعیین کرده و سپس از آن‌ها در تولید داروهای ژنتیکی مانند داروهای روشنایی (gene therapy) استفاده کرد.
- تحقیقات جنایی و فارنزیک: جداسازی DNA از نمونه‌های مربوط به محل جرم، محصولات جسمی، مانند مو، لعاب دهان و غیره، در تحقیقات جنایی و فارنزیک بسیار مهم است. با تعیین توالی DNA، می‌توان هویت فرد را تشخیص داد، ارتباطات خویشاوندی را بررسی کرد و اثبات یا رد ادعاهایی دربارهٔ حضور یا عدم حضور فرد در صحنه جرم را انجام داد.
- بیوتکنولوژی و اصلاح ژنتیکی: جداسازی DNA و RNA در بیوتکنولوژی و اصلاح ژنتیکی نقش مهمی دارد. با جداسازی ژن‌های مورد نیاز، می‌توان آن‌ها را به سلول‌ها و آلودگی میکروبی اضافه کرده و ویژگی‌های مورد نظر را در ساختار ژنتیکی تغییر داد.

از طریق این کاربردها و دیگر کاربردهای جداسازی اسیدهای نوکلئیک، می‌توان اطلاعات ژنتیکی را درک کرده، در تشخیص بیماری‌ها و تحقیقات بیولوژیکی پیشرفت کرد، و در تولید داروها و توسعه فناوری‌های مبتنی بر ژنتیک بهره‌برداری کرد.

## ارتباط با صنایع

### تحقیقات بیولوژیکی
جداسازی و تحلیل اسیدهای نوکلئیک با استفاده از کروماتوگرافی مایع و فیزیک حالت جامد، در تحقیقات بیولوژیکی بسیار مفید است. این روش‌ها می‌توانند در تعیین ساختار DNA و RNA، شناسایی و جداسازی گونه‌های میکروبی، بررسی تغییرات ژنتیکی و بررسی بیماری‌های ژنتیکی استفاده شوند.

### تشخیص بیماری‌ها
در پزشکی، کروماتوگرافی مایع و جداسازی اسیدهای نوکلئیک با استفاده از فازهای جاذب جامد می‌تواند در تشخیص بیماری‌های ژنتیکی و عفونت‌های ویروسی مانند ویروس هرپس و ویروس‌های سی اچ آی استفاده شود.

### صنعت داروسازی
در صنعت داروسازی، جداسازی و تحلیل اسیدهای نوکلئیک با استفاده از کروماتوگرافی مایع و فازهای جاذب جامد می‌تواند در تحقیقات برای تولید و تعیین خواص داروهای ژنتیکی مورد استفاده قرار گیرد.

### توالی‌بندی     ژنتیکی
در توالی‌بندی ژنتیکی، استفاده از پلاک‌های جامد و الکتروفورز برای جداسازی و تحلیل اسیدهای نوکلئیک از اهمیت بالایی برخوردار است. این روش می‌تواند در شناسایی و تعیین توالی DNA و RNA، تحلیل تغییرات ژنتیکی و تحقیقات مربوط به ژنومیک استفاده شود.
ارتباط موضوعات کروماتوگرافی مایع، جداسازی اسیدهای نوکلئیک و فیزیک حالت جامد در بسیاری از زمینه‌های علمی و صنعتی از اهمیت قابل توجهی برخوردار است و می‌تواند به تحقیق‌ها، تشخیص بیماری‌ها و تولید داروهای مبتنی بر ژنتیک کمک کند.

## اهمیت و جداسازی
مهم‌ترین هدف در جداسازی اسید نوکلئیک، به دست آوردن نمونه‌ای خالص از DNA یا RNA برای تحلیل و بررسی‌های بیولوژیکی و ژنتیکی است. هر روش جداسازی اسید نوکلئیک مزایا و محدودیت‌های خاص خود را دارد و انتخاب روش مناسب بستگی به نوع نمونه، حجم و غلظت اسید نوکلئیک مورد نظر و هدف نهایی تحقیق دارد.
به عنوان یک روش جداسازی، کروماتوگرافی مایع (LC) بر اساس تفاوت‌های در خواص فیزیکی و شیمیایی مواد مختلف، مانند حلالیت، پلاریته، اندازه‌مولکولی و تعاملات سطحی، اجازه می‌دهد تا مواد را از یکدیگر جدا کند.
در مورد جداسازی اسید نوکلئیک، روش کروماتوگرافی مایع می‌تواند برای جداسازی و تفکیک DNA و RNA بر اساس خواص آن‌ها به کار گرفته شود. در این روش، نمونه حاوی اسید نوکلئیک به عنوان ترکیب پایه (analyte) درون یک فاز مایع جریان داده می‌شود. فاز مایع می‌تواند شامل یک ماده حاکم (stationary phase) و یک ماده حرکتی (mobile phase) باشد.
فاز حاکم می‌تواند یک ستون کروماتوگرافی باشد که سطح آن با یک جاذب خاص پوشش داده شده است. جاذب می‌تواند یک ماده با خواص خاص باشد که با اسید نوکلئیک تعامل دارد و جداسازی آن را امکان‌پذیر می‌کند. به عنوان مثال، ستون‌های کروماتوگرافی با پوشش سیلیکا، فاز معکوس (reverse phase) یا فاز نقطه انتهایی (ion-exchange) می‌توانند در جداسازی DNA و RNA مؤثر باشند.
در این فرایند، نمونه حاوی اسید نوکلئیک به عنوان ترکیب پایه از طریق فاز حرکتی جریان داده می‌شود. فاز حرکتی می‌تواند یک مخلوط محلولی باشد که خواص خاصی دارد و در تعامل با اسید نوکلئیک تغییراتی در عملکرد و جداسازی آن ایجاد می‌کند. به عنوان مثال، حلال‌های آبی استونیتریل، آبی متانولی یا آبی تتراهیدروفوران، معمولاً در کروماتوگرافی مایع برای جداسازی اسید نوکلئیک استفاده می‌شوند.
با ترکیب استفاده از فاز حاکم و فاز حرکتی مناسب، مواد مختلف از یکدیگر جدا می‌شوند و اسید نوکلئیک مورد نظر می‌تواند از مخلوط جدا شده و جمع‌آوری شود. پس از جداسازی، اسید نوکلئیک می‌تواند برای تحلیل و باز طریق روش‌های دیگر مانند توالی‌بندی (sequencing) و تکثیر (amplification) مورد استفاده قرار گیرد. همچنین، در برخی موارد، ترکیبات جانبی و آلودگی‌های موجود در نمونه نیز می‌توانند با استفاده از کروماتوگرافی مایع جدا شوند و اسید نوکلئیک خالص‌تر به دست آید.
همچنین، در سال‌های اخیر، روش‌های کروماتوگرافی مایع با تکنیک‌های پیشرفته‌تری مانند کروماتوگرافی مایع با راندمان بالا (High-Performance Liquid Chromatography) یا کروماتوگرافی مایع اختصاصی (Affinity Liquid Chromatography) ترکیب شده‌اند تا جداسازی و تفکیک بهتری از اسید نوکلئیک‌ها و مولکول‌های مرتبط به دست آید.
به‌طور خلاصه، کروماتوگرافی مایع یک روش قدرتمند برای جداسازی و تفکیک اسیدهای نوکلئیک است که بر اساس خواص فیزیکی و شیمیایی آن‌ها صورت می‌گیرد. با استفاده از فاز حاکم و فاز حرکتی مناسب، اسید نوکلئیک مورد نظر می‌تواند از نمونه جدا شده و در تحقیقات بیولوژیکی و دیگر زمینه‌ها مورد استفاده قرار گیرد.

## ارتباط موضوع کروماتوگرافی مایع و جداسازی اسیدهای نوکلئیک با فیزیک حالت جامد چیست؟
- فازهای حاکم جامد در کروماتوگرافی مایع: در برخی موارد، فاز حاکم در کروماتوگرافی مایع می‌تواند یک جاذب جامد باشد که با خواص اسیدهای نوکلئیک در تعامل است. برای مثال، ستون‌های کروماتوگرافی با پوشش سیلیکا، فاز معکوس (reverse phase) یا فاز نقطه انتهایی (ion-exchange) می‌توانند در جداسازی DNA و RNA استفاده شوند. در این حالت، تعاملات بین اسیدهای نوکلئیک و سطح جاذب جامد می‌تواند وابسته به خواص فیزیکی و شیمیایی آن‌ها در حالت جامد باشد.
- فیزیک حالت جامد در تحلیل اسیدهای نوکلئیک جزئی: در بعضی از روش‌های تحلیل اسیدهای نوکلئیک، مانند توالی‌بندی و تکثیر، فیزیک حالت جامد نقش مهمی ایفا می‌کند. برای مثال، در توالی‌بندی DNA، از روش سنتز Sanger استفاده می‌شود که در آن نوکلئوتیدهای جدا شده از راکتور روی پلاک‌های جامد (معمولاً پلاک‌های ژل آگاروز یا پلاک‌های ژل پلی‌آکریلامید) قرار می‌گیرند. سپس، با استفاده از فرایند الکتروفورز در این پلاک‌های جامد، توالی DNA مشخص می‌شود. در این حالت، استفاده از پلاک‌های جامد و الکتروفورز در فیزیک حالت جامد برای تحلیل و جداسازی اسید نوکلئیک از اهمیت بالایی برخوردار است.

ارتباط بین کروماتوگرافی مایع و جداسازی اسیدهای نوکلئیک با فیزیک حالت جامد می‌تواند مربوط به استفاده از فازهای حاکم جامد در فرایند کروماتوگرافی مایع و همچنین استفاده از پلاک‌های جامد در تحلیل و جداسازی اسیدهای نوکلئیک باشد.

## چه پدیده‌های فیزیکی به جداسازی نوکلئیک اسیدمربوط هست؟
جداسازی اسیدهای نوکلئیک در فرآیندهای مختلف بیوشیمیایی و ژنتیکی از پدیده‌های فیزیکی مختلفی بهره می‌برد. ددو نمونه از این پدیده‌های فیزیکی که در جداسازی اسیدهای نوکلئیک نقش دارند شامل الکتروفورز و کروماتوگرافی بود که الکتروفورز اینگونه تعریف می‌شود:
۱. الکتروفورز: الکتروفورز یک فناوری مبتنی بر جابه‌جایی ذرات باردار در محیط الکتریکی است. در جداسازی نوکلئیک اسید، الکتروفورز برای جداسازی فراورده‌های PCR، تفکیک برخی از تکه‌های DNA و RNA بر اساس اندازه و بار الکتریکی آنها استفاده می‌شود.

## روش‌های الکتروفورز برای جداسازی اسیدهای نوکلئیک چگونه است؟
الکتروفورز یک روش مهم برای جداسازی اسیدهای نوکلئیک است. در این روش، اثر قوانین الکتروفورتیک بر روی بارهای الکتریکی حامل اسیدهای نوکلئیک مورد استفاده قرار می‌گیرد. در زیر، به برخی از روش‌های الکتروفورز برای جداسازی اسیدهای نوکلئیک اشاره خواهم کرد:
1. الکتروفورز زئولیت‌ژل (Agarose Gel Electrophoresis):

در این روش، اسیدهای نوکلئیک در یک ماتریس زئولیت‌ژل (معمولاً ساخته شده از آگاروز) قرار می‌گیرند و به وسیله برق، از طریق جابجایی ذرات باردار در ماتریس، جدا می‌شوند. ماتریس زئولیت‌ژل بر اساس اندازه مولکولی اسیدهای نوکلئیک، آنها را جدا می‌کند. پس از الکتروفورز، نمونه به کمک رنگ‌ها (مانند برومید) مشخص و تجزیه می‌شود.
1. الکتروفورز پلی‌اکریلامید (Polyacrylamide Gel Electrophoresis):

در این روش، از ژل پلی‌اکریلامید به عنوان ماتریس برای جداسازی استفاده می‌شود. این روش بسیار قدرتمندتر از الکتروفورز آگاروز است و برای جداسازی اسیدهای نوکلئیک با اندازه‌های کوچکتر مانند استفاده در توالی‌بازسازی و تعیین مقدار DNA و RNA مناسب است.
1. الکتروفورز در ژل آکریلامید متراکم (Denaturing Polyacrylamide Gel Electrophoresis):

در این روش، از ژل پلی‌اکریلامید متراکم استفاده می‌شود و با اضافه کردن مواد دناتورانت مانند یورها و فرمالدهید، ساختار سه بُعدی اسیدهای نوکلئیک مختل می‌شود. این روش برای تشخیص تغییرات و جداسازی دقیق در توالی‌های DNA و RNA مورد استفاده قرار می‌گیرد.
1. الکتروفورز توالی‌بازسازی (Capillary Electrophoresis):

در این روش، الکتروفورز در داخل یک لوله بسیار باریک به نام سربرگ (capillary) انجام می‌شود. به علت قطر کوچک سربرگ و وجود تراکم بالا، جدایش اسیدهای نوکلئیک با دقت بسیار بالا انجام می‌شود. این روش برای توالی‌بازسازی DNA و RNA، تشخیص و تعیین مقدار اسیدهای نوکلئیک و تحلیل تغییرات در DNA و RNA استفاده می‌شود.
در هر یک از این روش‌ها، نمونه‌های حاوی اسیدهای نوکلئیک به لوله یا ژل قرار می‌گیرند و با اعمال برق، به طول آنها به نسبت بار الکتریکی جدا می‌شوند. سپس با استفاده از رنگ‌ها یا روش‌های تجزیه دیگر، محصولات الکتروفورز قابل تحلیل و تفسیر می‌شوند.
مهم‌ترین عوامل در انتخاب نوع الکتروفورز شامل اندازه مولکولی اسیدهای نوکلئیک، دقت مورد نیاز در جداسازی، نیاز به توالی‌بازسازی، مقدار نمونه و منابع مورد نیاز برای اجرای آزمایش هستند.

## کاربردهای الکتروفورز در بیوتکنولوژی چگونه است؟
الکتروفورز در بیوتکنولوژی یکی از روش‌های اساسی برای تحلیل و جداسازی اسیدهای نوکلئیک است و در بسیاری از زمینه‌های بیوتکنولوژی کاربردهای گسترده‌ای دارد. در زیر به برخی از کاربردهای الکتروفورز در بیوتکنولوژی اشاره خواهم کرد:
- توالی‌بازسازی (Sequencing):

الکتروفورز به عنوان یکی از اصلی‌ترین روش‌ها برای توالی‌بازسازی DNA و RNA استفاده می‌شود. با استفاده از الکتروفورز می‌توان توالی نوکلئوتیدها در یک نمونه DNA یا RNA را تعیین کرد. این تکنیک بسیار مهم در تحقیقات بیولوژی مولکولی، شناسایی تغییرات ژنتیکی، تشخیص بیماری‌ها و تحقیقات پزشکی استفاده می‌شود.
- تعیین طول توالی‌ها (Sizing):

الکتروفورز به عنوان روشی قابل اعتماد و دقیق برای تعیین طول توالی‌های DNA و RNA مورد استفاده قرار می‌گیرد. با استفاده از استانداردهای معروفی که دارای توالی‌های با طول‌های مشخص هستند، می‌توان طول توالی‌های ناشناخته را با استفاده از الکتروفورز محاسبه کرد.
- تحلیل تغییرات ژنتیکی (Mutation Analysis):

الکتروفورز در تحلیل تغییرات ژنتیکی بسیار مفید است. با استفاده از الکتروفورز می‌توان تغییرات ناحیه‌های خاصی از DNA را تشخیص داد. به عنوان مثال، تغییرات نقطه‌ای یا تغییرات در تعداد و توالی تکرارها (مانند بیماری هانتینگتون) می‌تواند با استفاده از الکتروفورز تشخیص داده شود.
- تحلیل و تعیین مقدار DNA و RNA:

الکتروفورز استفاده می‌شود تا مقدار DNA و RNA در نمونه‌ها تعیین شود. این اندازه‌گیری مهم است در زمینه‌هایی مانند تحقیقات ژنتیکی، بیولوژی سلولی، بیوتکنولوژی دارویی و ساخت و تولید داروها.
- تحلیل توالی‌های میکروبیال (Microbial Typing):

الکتروفورز به عنوان یک روش قوی در تحلیل و تایپ کردن میکروارگانیسم‌ها مورد استفاده قرار می‌گیرد. با استفاده از الکتروفورز می‌توان توالی‌های ژنتیکی مختلفی که در نمونه‌های میکروبی حضور دارند، جدا سازی و تحلیل کرد. این روش به عنوان یک ابزار اساسی در شناسایی و طبقه‌بندی میکروارگانیسم‌ها مانند باکتری‌ها و ویروس‌ها استفاده می‌شود.
- فکیک پروتئین‌ها:

الکتروفورز ژلی به عنوان یک روش جداسازی پروتئین‌ها مورد استفاده قرار می‌گیرد. با استفاده از این روش، پروتئین‌ها بر اساس وزن مولکولی، انتقال بار الکتریکی یا خواص دیگر جدا می‌شوند. این کاربرد مفید در شناسایی و مقایسه پروتئین‌ها، تحقیقات در زمینه بیوشیمی و بیولوژی سلولی و تولید داروها دارد.
- تحلیل DNA و RNA به صورت فراگیر:

الکتروفورز ژلی پایه‌ای برای روش‌های تحلیلی دیگر مانند الکتروفورز ژلی‌نشانگر و PCR استفاده می‌شود. این روش‌ها با استفاده از الکتروفورز به تحلیل و جداسازی DNA و RNA می‌پردازند و در تحقیقات بیوتکنولوژی و ژنتیک کاربرد فراوانی دارند.
این فهرست تنها برخی از کاربردهای الکتروفورز در بیوتکنولوژی را شامل می‌شود. البته، الکتروفورز در زمینه‌های دیگری نیز مانند پزشکی، علم محیط‌زیست و صنعت نیز کاربردهای متعددی دارد.

## کاربردهای الکتروفورز در صنعت چگونه است؟
الکتروفورز یکی از روش‌های کلیدی در صنعت بیوتکنولوژی است و در زمینه‌های مختلف صنعتی کاربردهای گسترده‌ای دارد. در زیر به برخی از کاربردهای الکتروفورز در صنعت اشاره خواهم کرد:
1. تولید و تحلیل داروها:

الکتروفورز در صنعت داروسازی برای تحلیل و جداسازی ترکیبات مختلف استفاده می‌شود. با استفاده از الکتروفورز، می‌توان ترکیبات فعال در داروها را جدا کرده و کیفیت و خلوص آن‌ها را بررسی کرد. همچنین، در تولید داروهای بیولوژیکی مانند پروتئین‌ها، الکتروفورز برای تحلیل و جداسازی پروتئین‌های مورد استفاده قرار می‌گیرد.
1. کنترل کیفیت مواد غذایی:

الکتروفورز در صنعت غذایی برای کنترل کیفیت و تحلیل مواد غذایی استفاده می‌شود. با استفاده از الکتروفورز، می‌توان مواد غذایی را بررسی کرده و مواد ناخالصی، آلرژن‌ها و موارد دیگر را شناسایی کرد. همچنین، الکتروفورز برای تحلیل و جداسازی پروتئین‌ها، نشانگرهای ژنتیکی و مواد مغذی موجود در مواد غذایی نیز استفاده می‌شود.
1. تحقیقات در علوم زیستی: الکتروفورز در تحقیقات علوم زیستی و بیوتکنولوژی کاربردهای مهمی دارد. با استفاده از الکتروفورز، می‌توان تحلیل‌های ژنتیکی، تعیین توالی‌ها، تحلیل پروتئینی و بررسی تغییرات ژنتیکی را انجام داد. این روش به عنوان ابزار اساسی در تحقیقات بر روی ژنتیک مولکولی، بیولوژی سلولی و علوم زیستی مورد استفاده قرار می‌گیرد.
2. شناسایی و تأیید هویت: الکتروفورز برای شناسایی و تأیید هویت در صنایع مختلف مانند صنعت داروسازی، صنعت غذایی و صنعت کشاورزی استفاده می‌شود. با استفاده از الکتروفورز، می‌توان نمونه‌ها را مقایسه کرده و هویت آن‌ها را تأیید کرد. به عنوان مثال، در تولید محصولات بیولوژیکی مانند واکسن‌ها، المتاسفانه، ظاهراً بخشی از پاسخ من قطع شده است. ادامه می‌دهم:

عنوان مثال، در تولید محصولات بیولوژیکی مانند واکسن‌ها، الکتروفورز برای تشخیص و تأیید هویت مواد مورد استفاده مانند پروتئین‌ها استفاده می‌شود.
1. تشخیص بیماری: الکتروفورز در تشخیص بیماری‌ها و تحلیل نمونه‌های بالینی نیز کاربردهایی دارد. با استفاده از الکتروفورز، می‌توان نمونه‌های خون، ادرار و سایر نمونه‌های بیولوژیکی را بررسی کرده و نشانگرهای بیوشیمیایی، پروتئین‌ها و اسیدهای نوکلئیک را تشخیص داد.
2. صنعت محیط زیست: الکتروفورز در صنعت محیط زیست برای تحلیل آب‌های آلوده و شناسایی آلاینده‌ها استفاده می‌شود. با استفاده از الکتروفورز، می‌توان مواد آلی و آلاینده‌های شیمیایی را شناسایی و جداسازی کرد.

این فقط چند مثال از کاربردهای الکتروفورز در صنعت هستند و در واقعیت می‌توان این تکنیک را در صنایع بسیاری از زمینه‌ها مانند داروسازی، غذایی، علوم زیستی، بهداشت عمومی و محیط زیست مشاهده کرد.
ارتباط موضوعات کروماتوگرافی مایع، جداسازی اسیدهای نوکلئیک و فیزیک حالت جامد را می‌توان به این صورت خلاصه کرد:
- کروماتوگرافی مایع: این روش جداسازی و تحلیل است که بر اساس تعاملات شیمیایی بین ترکیبات مورد نظر و فازهای جاذب استوار است. در مورد جداسازی اسیدهای نوکلئیک، می‌توان از فازهای مختلفی مانند فاز معکوس و فاز نقطه انتهایی استفاده کرد.
-اسیدهای نوکلئیک: این مولکول‌ها شامل DNA و RNA می‌شوند و نقش بسیار مهمی در انتقال و ذخیره اطلاعات ژنتیکی در سلول‌ها و تمامی ارگانیسم‌ها دارند. جداسازی و تحلیل اسیدهای نوکلئیک از نمونه‌های بیولوژیکی، مانند نمونه‌های خونی یا بافتی، جهت تشخیص بیماری‌ها، توالی‌بندی ژنتیکی و سایر تحقیقات بسیار حائز اهمیت است.
- فیزیک حالت جامد: در مطالعه فیزیک حالت جامد، خواص فیزیکی و شیمیایی مواد در حالت جامد بررسی می‌شوند. در مورد جداسازی اسیدهای نوکلئیک، فیزیک حالت جامد می‌تواند در دو جهت مورد استفاده قرار گیرد. از یک سو، فازهای جامد مانند ستون‌های کروماتوگرافی می‌توانند در جداسازی اسیدهای نوکلئیک مورد استفاده قرار گیرند. از سوی دیگر، پلاک‌های جامد مانند پلاک‌های ژلی که در توالی‌بندی DNA استفاده می‌شوند، در تحلیل اسیدهای نوکلئیک نقش دارند.
بنابراین، ارتباط بین این موضوعات نشان می‌دهد که فیزیک حالت جامد می‌تواند در فرآیندهای کروماتوگرافی مایع و تحلیل اسیدهای نوکلئیک نقش مهمی ایفا کند.
به‌طور کلی، الکتروفورز در صنعت داروسازی برای تحلیل و جداسازی ترکیبات مختلف و کنترل کیفیت داروها استفاده می‌شود. در زیر به برخی از کاربردهای الکتروفورز در صنعت داروسازی اشاره خواهم کرد:
- جداسازی و تحلیل مواد مختلف:

الکتروفورز برای جداسازی و تحلیل مواد مختلف مورد استفاده قرار می‌گیرد. با استفاده از الکتروفورز، می‌توان مخلوطی از ترکیبات را جدا کرده و تجزیه و تحلیل آن‌ها را انجام داد. به عنوان مثال، در فرایند تولید یک دارو، الکتروفورز برای جداسازی و تحلیل مخلوطات پیچیده از ترکیبات شیمیایی مورد استفاده قرار می‌گیرد.
- تحلیل پروتئین‌ها:

الکتروفورز در تحلیل پروتئین‌ها و جداسازی آن‌ها بسیار مفید است. پروتئین‌ها با استفاده از الکتروفورز بر اساس وزن مولکولی، بار الکتریکی و خواص فیزیکی دیگر جدا می‌شوند. این روش می‌تواند در تعیین خلوص پروتئین‌ها، تعیین نوع و تعداد زیرواحدهای پروتئینی و تحلیل پروتئین‌های مختلف در فرایند تولید دارو مورد استفاده قرار بگیرد.
- تحلیل اسیدهای نوکلئیک:

الکتروفورز در تحلیل اسیدهای نوکلئیک مانند دی‌ان‌ای و ریبونوکلئیک اسید (DNA و RNA) بسیار مهم است. با استفاده از الکتروفورز، می‌توان طول و ساختار توالی‌های DNA و RNA را تعیین کرده و تغییرات ژنتیکی را مشخص کرد. این اطلاعات در تحقیقات بیوشیمیایی و بیوتکنولوژی مورد استفاده قرار می‌گیرند.
- تأیید هویت و کنترل کیفیت:

در صنعت داروسازی، تأیید هویت و کنترل کیفیت مواد مورد استفاده در فرایند تولید دارو بسیار مهم است. الکتروفورز به عنوان یک روش تحلیلی قدرتمند به منظور شناسایی و تأیید هویت مواد مورد استفاده مانند پروتئین‌ها، نشانگرهای ژنتیکی و اسیدهای نوکلئیک استفاده می‌شود. با استفاده از الکتروفورز، می‌توتوان به‌طور دقیق و صحیح تعیین کرد که آیا مواد مورد استفاده در فرایند تولید داروها از نظر کیفیت و هویت مطابق با استانداردهای مورد نیاز هستند یا خیر.
توجه داشته باشید که این تنها برخی از کاربردهای الکتروفورز در صنعت داروسازی هستند و استفاده از این تکنیک در زمینه‌های دیگر نیز وجود دارد. همچنین، ممکن است بین شرکت‌ها و صنایع مختلف متفاوت باشند و به عواملی مانند نوع دارو، فرایند تولید، و نیازهای خاص صنعتی مرتبط باشند.